# Kristina av Hessen-Rheinfels-Rotenburg

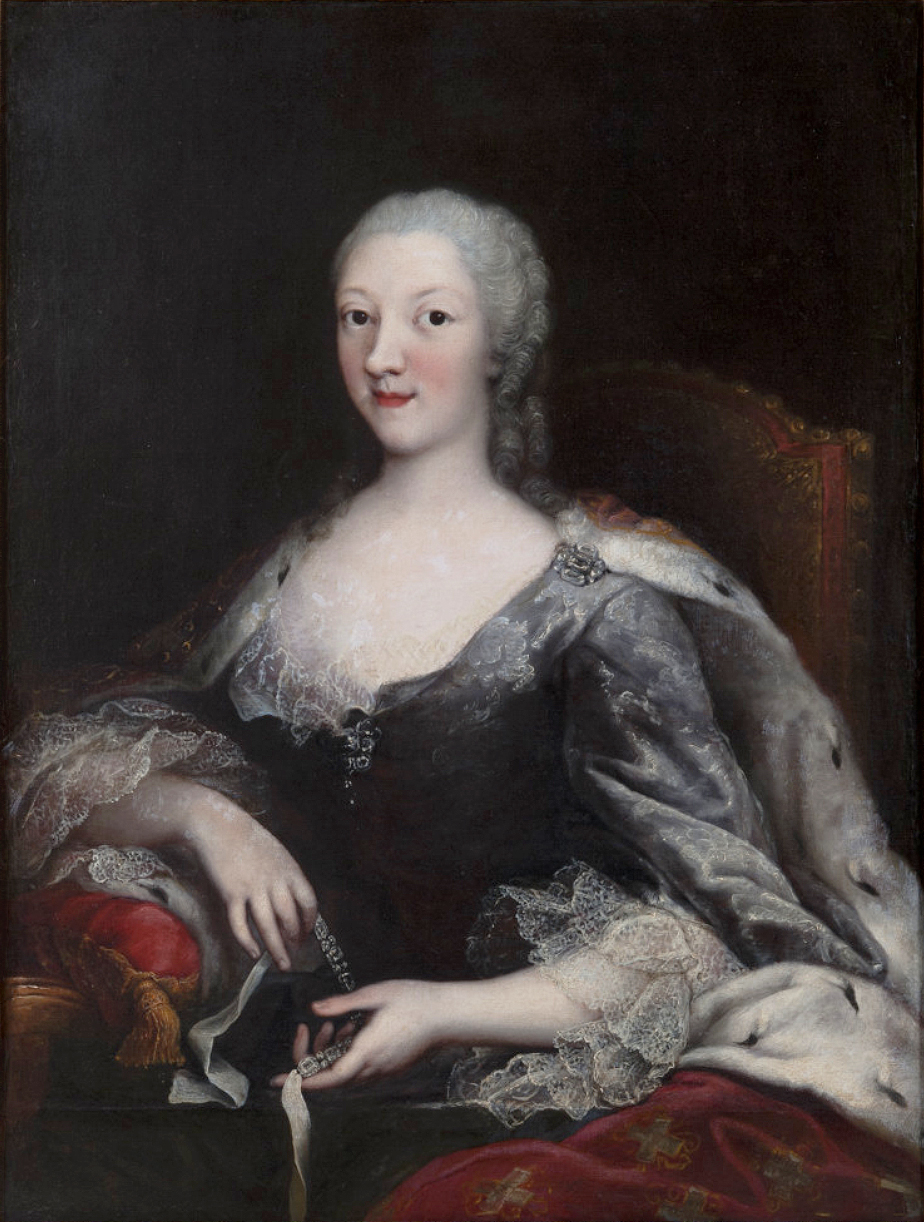
Kristina av Hessen-Rheinfels-Rotenburg

Kristina av Hessen-Rheinfels-Rotenburg, född 21 november 1717, död 1 september 1778, var genom giftermål en prinsessa av Savojen. Hon ingick äktenskap år 1740 med prins Ludvig Viktor av Savojen-Carignano och blev då svägerska till Viktor Amadeus III av Sardinien. 
Hon var syster till Polyxena av Hessen-Rheinfels-Rotenburg och mor till Maria Teresa Luisa av Savojen, prinsessan de Lamballe.